# Choe Hyeong-min
Pour les articles homonymes, voir Choe.
Dans ce nom coréen, le nom de famille, Choe, précède le nom personnel.
Choe Hyeong-min (né le 15 avril 1990) est un coureur cycliste sud-coréen. Il évolue au sein de l'équipe Geumsan Insam Cello.

## Palmarès sur route

### Par année
- 2008
  -  Champion d'Asie du contre-la-montre juniors
  -  Médaillé de bronze du championnat d'Asie sur route juniors
- 2009
  - 2e étape de la Daetongryeonggi Gapyeong Stage Race (contre-la-montre)
- 2010
  -  Médaillé d'or de la course en ligne aux Jeux asiatiques
- 2011
  -  Champion de Corée du Sud du contre-la-montre
- 2012
  - 2e étape du Presidential Gapyeong Tour (contre-la-montre)
- 2014
  - 2e du Tour de Corée
  -  Médaillé de bronze du championnat d'Asie du contre-la-montre
- 2015
  -  Médaillé de bronze du championnat d'Asie du contre-la-montre
- 2016
  -  Champion de Corée du Sud du contre-la-montre
  - Presidential Gapyeong Tour :
    - Classement général
    - 2e étape (contre-la-montre)

  -  Médaillé d'argent du championnat d'Asie du contre-la-montre
- 2017
  -  Champion de Corée du Sud du contre-la-montre
  - 2e étape du Presidential Gapyeong Tour
  -  Médaillé d'argent du championnat d'Asie du contre-la-montre
- 2018
  -  Champion de Corée du Sud du contre-la-montre
  - 3e étape du Presidential Gapyeong Tour
  - 1re étape du Tour de Corée
  -  Médaillé d'argent du championnat d'Asie du contre-la-montre
- 2019
  -  Champion de Corée du Sud du contre-la-montre
  - Presidential Gapyeong Tour :
    - Classement général
    - 2e étape (contre-la-montre)

  -  Médaillé d'argent du championnat d'Asie du contre-la-montre par équipes
- 2020
  -  Champion de Corée du Sud du contre-la-montre
- 2022
  - 2e du championnat de Corée du Sud du contre-la-montre
- 2023
  - 2e du championnat de Corée du Sud du contre-la-montre
- 2025
  -  Champion de Corée du Sud du contre-la-montre

### Classements mondiaux
| Année                                 | 2014 | 2015 | 2016 | 2017 | 2018 | 2019 | 2020 | 2021 | 2022  | 2023 | 2024  |
| ------------------------------------- | ---- | ---- | ---- | ---- | ---- | ---- | ---- | ---- | ----- | ---- | ----- |
| Classement mondial                    |      |      | 722e | 799e | 478e | 527e | 961e | nc   | 1749e | 653e | 1361e |
| UCI Asia Tour                         | 42e  | 182e | 89e  | 89e  | 24e  | 17e  | 50e  | nc   | 160e  | 39e  | nc    |
|                                       |      |      |      |      |      |      |      |      |       |      |       |
| Légende : nc = non classéSource : UCI |      |      |      |      |      |      |      |      |       |      |       |

## Palmarès sur piste

### Championnats d'Asie
- Charjah 2010
  -  Champion d'Asie du scratch

### Championnats nationaux
- 2024
  -  Champion de Corée du Sud de poursuite par équipes (avec Jang Kyung-gu, Kim Hwa-rang, Jeong Jae-heon et Lee Jin-gu)[1]
- 2025
  -  Champion de Corée du Sud de poursuite par équipes (avec Jang Kyung-gu, Kim Hwa-rang et Lee Jin-gu)[2]